# Danmarks minister för Island
Danmarks minister för Island (danska: Minister for Island, isländska: Ráðherra Íslands) var en tidigare ministerpost i Danmarks regering.

## Lista

### Konstitution (1874–1904)
| Nº | Minister                           | Tillträdde      | Avgick          | Parti               |
| -- | ---------------------------------- | --------------- | --------------- | ------------------- |
| 1  | Christian Sophus Klein             | 14 juli 1874    | 11 juni 1875    | De Nationalliberale |
| 2  | Johannes Magnus Valdemar Nellemann | 11 juni 1875    | 13 juni 1896    | Mellempartiet       |
| 3  | Nicolai Reimer Rump                | 13 juni 1896    | 28 augusti 1899 | Højre               |
| 4  | Hugo Egmont Hørring                | 28 augusti 1899 | 27 april 1900   | Højre               |
| 5  | August Hermann Ferdinand Carl Goos | 27 april 1900   | 24 juli 1901    | Højre               |
| 6  | Peter Adler Alberti                | 24 juli 1901    | 31 januari 1904 | Venstre             |

### Självstyre (1904–1918)
| Nº   | Minister | Minister           | Tillträdde      | Avgick           | Parti                   |
| ---- | -------- | ------------------ | --------------- | ---------------- | ----------------------- |
| 7    |          | Hannes Hafstein    | 31 januari 1904 | 31 mars 1909     | Självstyrelsepartiet    |
| 8    |          | Björn Jónsson      | 31 mars 1909    | 14 mars 1911     | Självständighetspartiet |
| 9    |          | Kristján Jónsson   | 14 mars 1911    | 25 juli 1912     | Partilös                |
| (7)  |          | Hannes Hafstein    | 25 juli 1912    | 21 juli 1914     | Unionspartiet           |
| 10   |          | Sigurður Eggerz    | 21 juli 1914    | 4 maj 1915       | Självständighetspartiet |
| 11   |          | Einar Arnórsson    | 4 maj 1915      | 4 januari 1917   | Självständighetspartiet |
| 12   |          | Jón Magnússon      | 4 januari 1917  | 30 november 1918 | Självstyrelsepartiet    |
| 13   |          | Sigurður Jónsson   | 4 januari 1917  | 30 november 1918 | Framsóknarflokkurinn    |
| 14   |          | Björn Kristjansson | 4 januari 1917  | 28 augusti 1917  | Självständighetspartiet |
| (10) |          | Sigurður Eggerz    | 28 augusti 1917 | 30 november 1918 | Självständighetspartiet |